# Macla

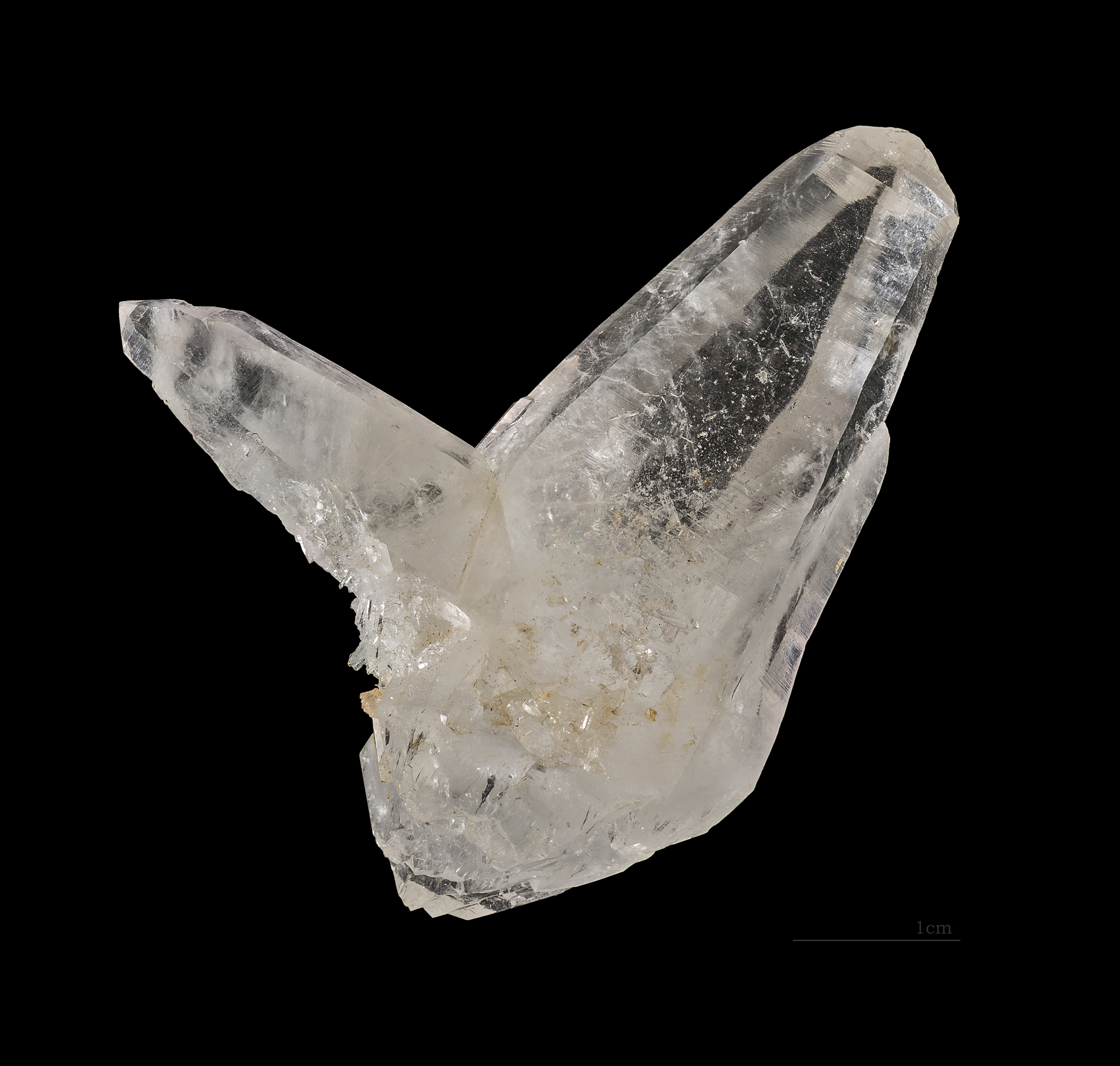
Macla de Quars

Una macla és una associació de diversos cristalls d'un mateix mineral que presenten relacions cristal·logràfiques entre ells. La simetria pot ser especular respecte del pla de macla o pel gir dels seus elements al voltant de l'eix de la macla en 60°, 90°, 120° o 180°. És a dir, generalment, les macles són agregats cristal·líns biaxials (de dues direccions cristal·logràfiques) de dos o més cristalls maclats que, en conjunt, prenen dues orientacions cristal·lines comunes. En una macla, dos o més cristalls comparteixen uns límits comuns o estructura de contacte que influeix en les propietats (mecàniques, elèctriques i òptiques) dels cristalls.

### Formació de les macles
Sovint, en el creixement d'un cristall, hi influeixen condicions de temperatura i pressió diferents i es produeix "intercreixement" simètric entre els cristalls, originant els cristalls maclats.
Les macles es poden formar en diversos moments i condicions:
- Mentre es produeix el creixement del mineral, quan una macla s'origina al nivell dels gèrmens cristal·lins (macla primària)
- En una transformació, per refredament, quan la fase de baixa temperatura no és del tot constant (macla de transformació)
- Per esforços de tipus mecànic que poden originar lliscaments dels plans per redreçament a la simetria de partida existent (macla mecànica).[1]

### Tipus i formes

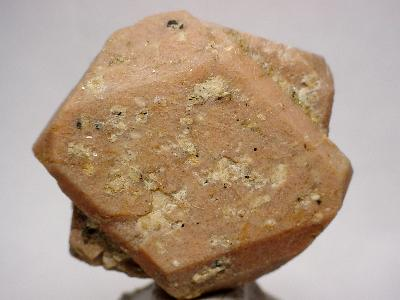
Ortoclasa: ortosa macla de Carlsbad, Regió de Karlovy Vary, Bohèmia República Txeca. Mida: 3,5 x 3,5 x 2 cm

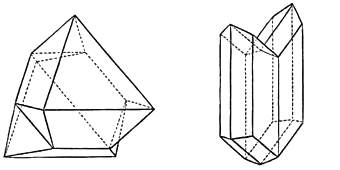
Esquema d'una macla de guix.

Hi ha tipus de macles que són característiques d'un mineral (o d'un grup de minerals) i que poden ajudar a la seva identificació, com les macles de Carlsbad en els feldespats, o les polisintètiques de les plagiòclasis.
Es distingeixen diversos tipus de macles:
- Macles de contacte, quan els dos cristalls bessons estan separats d'una superfície plana anomenada cara de combinació (superfície de composició), com passa en la macla en fletxa del guix.
- Macles de penetració, quan els dos cristalls es penetren mútuament i es creuen (intercreixement), com les macles en creu de l'estaurolita, les de la pirita o les de Carlsbad de l'ortosa.
- Macles d'intrusió, quan els dos cristalls es combinen mútuament amb aparença d'un cristall simple. Són freqüents en el quars i en la pirita.
- Macles múltiples, que són agrupacions de tres o més cristalls maclats de la mateixa forma.

Alguns exemples són:
- Macla de calcita
- Macla de fluorita, de contacte o compenetració
- Macla de guix, en "punta de llança"
- Macles per deformacions típiques dels metalls bcc i hcp.
- Macles de recuit formades després de tractaments tèrmics de recuit, típiques en fcc.[9]

### Simetria que defineixen una macla
Atès que la simetria s'estén als cristalls per l'intercreixement, la macla es pot identificar amb operacions de simetria, com ara:
- Reflexió a través d'un "pla mirall", on el pla mirall afegit s'anomena pla bessó.
- Rotació al voltant d'un eix o "línia del cristall", on el nou eix de rotació s'anomena eix bessó.
- Inversió a través d'un punt, on el nou centre de simetria s'anomena centre bessó.[6]

Per a definir una macla sovint cal usar aparells de reflexió i de difracció de raigs X, descartant un creixement aleatori de cristalls.

### Llei de macla
La llei de macla és una operació de simetria que defineix l'orientació (relació geomètrica) entre els segments de cristalls. Aquests són tan característics del mineral com els seus angles de la cara de cristall. Per exemple, els cristalls d'estaurolita mostren agregacions en angles que s'aproximen als 90 o 30 graus amb força precisió.
Per a la descripció d'una macla cal conèixer la matriu tipus que transforma els paràmetres h, k i l d'un cristall en els h’, k’ i l’ de l'altre cristall. La llei de macla s'expressa sovint amb els símbols {hkl} per a definir plans bessons o [hkl] per a la direcció dels eixos bessons.
La superfície on els cristalls comparteixen els punts de contacte s'anomena superfície de composició. Si la llei de macla indica una superfície de composició plana (simple), el pla del bessó sempre és paral·lel a una cara del cristall i mai és paral·lel a un pla de simetria existent. Quan la llei de macla comporta un eix de rotació, la superfície de composició serà aleshores irregular. L'eix del bessó pot ser perpendicular a un pla de contacte, però mai serà un eix de rotació emparellat amb la simetria existent. 